# Geng Xiaofeng
Geng Xiaofeng (Kinesiska: 耿晓锋) (född 15 oktober 1987) är en kinesisk professionell fotbollsspelare som spelar för tillfället spelar i Shanghai Greenland i Chinese Super League.

## Klubbkarriär
År 2001 gick Geng med i Shandong Lunengs ungdomslag, han var då 14 år gammal. Efter 5 år i klubben blev han upplockad till A-laget av dåvarande förbundskapten Ljubiša Tumbaković, han var då reservmålvakt för Li Leilei och senare Yang Cheng. Han spelade inga matcher för A-laget fram tills säsongen 2012, den 30 mars debuterade han i en match mot Qingdao Jonoon FC. Matchen slutade med vinst med 1–0 för Gengs lag. Efter debutmatchen fick Geng fortsatt förtroende och blev klubbens förstemålvakt hela säsongen likväl som säsongen 2013. 
Den 24 februari 2014, lånades Geng ut till Shanghai Greenland fram tills säsongslutet.Den 9 mars debuterade han för klubben i en 2-0-vinst mot Shanghai Shenxin.

## Landslagskarriär
I juni 2012 togs Geng för första gången ut till Kinas landslag,  han hade blivit uttagen till truppen för vänskapsmatcherna mot Spanien och Vietnam, han fick dock ingen speltid. Hans debut för landslaget kom den 15 augusti 2012 i en match mot Ghana där han blev inbytt mot Zeng Cheng i den 74:e minuten. 